# Евангелос Делакас
Евангелос Делакас (8 лютого 1985) — грецький ватерполіст.
Учасник Олімпійських Ігор 2012 року.
Призер Чемпіонату світу з водних видів спорту 2015 року.